# Carlo Maria Martini
Carlo Maria Martini SJ (ur. 15 lutego 1927 w Turynie, zm. 31 sierpnia 2012 w Gallarate) – włoski duchowny rzymskokatolicki, jezuita, doktor nauk teologicznych specjalizujący się w dziedzinie egzegezy Pisma Świętego, rektor Papieskiego Instytutu Biblijnego w latach 1969–1978, rektor Papieskiego Uniwersytetu Gregoriańskiego w latach 1978–1979, arcybiskup metropolita Mediolanu w latach 1979–2002, kardynał prezbiter od 1983, przewodniczący Rady Konferencji Episkopatów Europy w latach 1987–1993, od 2002 arcybiskup senior archidiecezji Mediolanu.

## Życiorys
Wstąpił do zakonu jezuitów w 1944, kształcił się w nowicjacie zakonnym w Cuneo, następnie studiował teologię w Gallarate, Chieri i Rzymie (na Papieskim Uniwersytecie Gregoriańskim obronił doktorat z teologii). Po studiach w Papieskim Instytucie Biblijnym w Rzymie został również doktorem egzegezy Pisma Świętego.
13 lipca 1952 przyjął święcenia kapłańskie. Przez wiele lat pozostawał związany z Papieskim Instytutem Biblijnym, wykładał tam oraz był dziekanem i rektorem (1969). W 1978 pełnił funkcję rektora Papieskiego Uniwersytetu Gregoriańskiego. Wieczyste śluby zakonne złożył 2 lutego 1962. Profesor Wydziału Teologicznego w Chieri, był jedynym reprezentantem katolicyzmu w Komitecie Ekumenicznym pracującym nad grecką edycją Nowego Testamentu. W 1978 głosił rekolekcje wielkopostne w Watykanie.
29 grudnia 1979 został mianowany arcybiskupem Mediolanu, a 6 stycznia 1980 przyjął w Watykanie sakrę biskupią z rąk papieża Jana Pawła II. Ten sam papież wyniósł go do godności kardynalskiej 2 lutego 1983, nadając tytuł prezbitera S. Cecilia. Kardynał Martini wielokrotnie brał udział w sesjach Światowego Synodu Biskupów, od 1980 wchodząc w skład sekretariatu generalnego Synodu. Wziął również udział w IV Konferencji Generalnej Episkopatów Latynoamerykańskich w Santo Domingo (Dominikana, 1992). W latach 1987–1993 pełnił funkcję przewodniczącego Rady Konferencji Episkopatów Europy. Był specjalnym wysłannikiem papieża Jana Pawła II na obchody 100-lecia ewangelizacji Zambii (1991) oraz 900-lecia śmierci (2001) św. Brunona – założyciela zakonu kartuzów.
Chętnie współpracował z mediami. Odważnie poruszał gorące tematy dialogu chrześcijaństwa ze światem laickim. Sławna stała się w latach 90. jego wymiana poglądów z włoskim pisarzem Umberto Eco i innymi myślicielami pozakościelnymi, opublikowana w Polsce pod tytułem W co wierzy ten, kto nie wierzy?.
Brał udział w konklawe w 2005, po śmierci papieża Jana Pawła II. Był kandydatem i pretendentem do papiestwa frakcji umiarkowanie postępowych kardynałów – liberałów. 15 lutego 2007 w związku z ukończeniem 80 lat utracił prawo udziału w konklawe.
Doktor honoris causa Papieskiego Uniwersytetu Salezjańskiego w Rzymie (1989), w 2000 został uhonorowany Nagrodą Księcia Asturii w dziedzinie nauk społecznych oraz mianowany członkiem honorowym Papieskiej Akademii Nauk. Po osiągnięciu wieku emerytalnego zrezygnował z rządów archidiecezją mediolańską 11 lipca 2002. Następnie przeniósł się do Ziemi Świętej, domu zakonnego jezuitów w Jerozolimie. Ze względu na postępującą chorobę Parkinsona musiał jednak powrócić do Włoch.
Zmarł 31 sierpnia 2012. Dwa dni później odbyły się uroczystości pogrzebowe, którym przewodniczył w imieniu papieża kard. Angelo Comastri – wikariusz Państwa Watykańskiego i archiprezbiter bazyliki św. Piotra. Po uroczystościach został pochowany w katedrze mediolańskiej.
Po jego śmierci na stronie internetowej włoskiej loży masońskiej ukazała się sugestia, że był jej członkiem, nie znalazło to jednak potwierdzenia w żadnych oficjalnych dokumentach ani wypowiedziach samego Martiniego.